# Голиченков, Александр Константинович
Алекса́ндр Константи́нович Голиченков (род. 18 января 1952 года, Москва) — советский и российский учёный-правовед, доктор юридических наук (1993), профессор (1995), академик РАО (2023). Декан юридического факультета МГУ имени М. В. Ломоносова и заведующий кафедрой экологического и земельного права того же факультета.

## Образование, карьера
В 1972 году поступил на юридический факультет Московского государственного университета имени М. В. Ломоносова, который окончил с отличием в 1977 году.
В 1977—1980 годах обучался в очной аспирантуре названного факультета по кафедре земельного и колхозного права. 10 января 1981 года защитил кандидатскую диссертацию «Государственный санитарный надзор по защите окружающей природной среды» (научный руководитель профессор В. В. Петров). Защита состоялась на юридическом факультете Московского Государственного университета имени М. В. Ломоносова.
В 1990—1991 годах обучался в докторантуре юридического факультета МГУ по кафедре экологического и земельного права. 09 октября 1992 года защитил докторскую диссертацию «Экологический контроль: теория, практика правового регулирования». Защита состоялась на юридическом факультете Московского Государственного университета имени М. В. Ломоносова.
В феврале 1993 г. А. К. Голиченкову была присвоена ученая степень доктора юридических наук, а в июне 1995 г. — ученое звание профессора.
А. К. Голиченков работает на юридическом факультете с 15 января 1981 года. Читает лекционные курсы «Земельное право», «Экологическое право» (в том числе в рамках международно-правовой программы Юридического факультета МГУ имени М. В. Ломоносова в Женеве). Читает специальные курсы «Актуальные проблемы природноресурсового права», «Экологическое управление и контроль».
Стажировался в Институте экологического права и на юридическом факультете Левенского католического университета / голланд. Katholieke Universiteit Leuven.
С сентября 1990 года по июнь 1993 года А. К. Голиченков работал (по совместительству) в должности доцента, а с сентября 1993 года по июнь 1994 года (также по совместительству) в должности профессора кафедры права Академии народного хозяйства при Правительстве Российской Федерации.
С марта 1993 года по декабрь 1994 года А. К. Голиченков работал в должности профессора кафедры экологического и земельного права юридического факультета МГУ имени М. В. Ломоносова. С января по ноябрь 1995 года А. К. Голиченков исполнял обязанности заведующего названной кафедры. С ноября 1995 года по настоящее время А. К. Голиченков является заведующим кафедрой экологического и земельного права юридического факультета МГУ имени М. В. Ломоносова.
В феврале 2003 года А. К. Голиченков был избран деканом юридического факультета МГУ имени М. В. Ломоносова. Данную должность А. К. Голиченков занимает по настоящее время.
С 1993 года А. К. Голиченков является членом Учёного Совета юридического факультета; с 1993 года по январь 2003 года — Учёным секретарём этого Совета.

## Участие в научной и законопроектной деятельности
В настоящее время А. К. Голиченков является председателем учёного совета юридического факультета; членом Учёного Совета МГУ; членом Ученого совета Международного Центра МГУ имени Ломоносова; членом диссертационного совета при МГУ имени М. В. Ломоносова (на юридическом факультете), с 1999 года по 2003 год — заместителем Председателя этого совета; членом Экспертного совета ВАК России (с 2006); членом Высшего экологического совета при Комитете по природным ресурсам, природопользованию и экологии Государственной Думы Российской Федерации (с 1995 года), с 1995 года по 1999 года являлся заместителем его Председателя; членом Президиума Ассоциации юристов России (АЮР), с момента её учреждения в 2005 года), Председателем Московского регионального отделения АЮР, с момента его учреждения в 2006 года; заместителем Председателя Учебно-методического объединения по юридическому образованию, Председателем Учебно-методического совета УМО по классическому университетскому образованию по Центральному Федеральному округу (с 2004 года); членом научно-методических, экспертных советов при ряде федеральных органов власти (Высший арбитражный Суд РФ), МВД России, Минсельхоз России и др.; членом Российской Академии юридических наук ((РАЮН), с момента её основания в 1999 году, сопредседателем Ученого совета РАЮН; действительным членом (академиком) Российской экологической академии; членом Межведомственной комиссии по вопросам повышения качества высшего юридического образования (создана Распоряжением Президента Российской Федерации «О межведомственной комиссии по вопросам повышения качества высшего юридического образования» № 231-рп от 22.07.2010 г. и № 487-рп от 12.04.2011 г.); почетным доктором права Юго-Западного Университета им. Неофита Рыльского Республики Болгария, действительным иностранным членом Национальной Юридической Академия имени Ярослава Мудрого; третейским судьей Третейского суда для разрешения экономических споров при Торгово-промышленной палате Российской Федерации; арбитром Международного коммерческого арбитражного суда при Торгово-промышленной палате Российской Федерации, с 2005 г. по настоящее время; главным редактором журналов «Вестник МГУ. Серия 11. Право», с 2003 года, «Экологическое право», с 2001 года; членом редакционных советов журналов «Вестник арбитражной практики», с 2005 года, «Адвокат», с 2006 года, «Журнал российского права», с 2006 года, «Правоведение» (с 2007 года), «Правосудие в Московской области», с 2009 года.
С июня 1994 года по ноябрь 1994 года А. К. Голиченков участвовал в разработке проекта Земельного кодекса Российской Федерации в качестве члена Рабочей группы Государственной Думы Федерального Собрания — Парламента Российской Федерации.
С апреля 1995 года по октябрь 1995 года участвовал в разработке проекта Концепции систематизации и развития экологического законодательства Республики Казахстан в качестве руководителя Рабочей группы по заказу Министерства экологии и биоресурсов Республики Казахстан.
С 1995 года по 1997 год А. К. Голиченков участвовал в разработке проекта Концепции систематизации и развития земельного законодательства Российской Федерации в качестве руководителя Рабочей группы по заказу государственного комитета Российской Федерации по земельным ресурсам и землеустройству.
С 1996 года по 1997 год он участвовал в качестве члена Рабочей группы экспертов от Российской Федерации в Проекте ЮНЕП/РОССИЯ «Разработка согласованного подхода к гармонизации природоохранного законодательства стран — членов СНГ»; в разработке проекта Концепции систематизации и развития экологического законодательства Российской Федерации в качестве члена Высшего Экологического Совета при Комитете по экологии Государственной Думы Федерального Собрания — Парламента Российской Федерации.
С 1997 года по 1999 год А. К. Голиченков участвовал в разработке проекта Классификатора правовых актов (Раздел 6. «Окружающая среда и природные ресурсы») в качестве члена рабочей группы фирмы «Консультант Плюс» по заказу Российского фонда правовых реформ.
С ноября 1993 года по август 1997 года А. К. Голиченков работал в качестве правового консультанта Гарвардского института международного развития при Гарвардском университете (США) /англ. Harvard Institute for International Development (HIID) at Harvard University /USA// по проекту: «Правовая реформа».
С апреля 1995 года по октябрь 1995 года А. К. Голиченков работал правовым консультантом Юридической компании «Пэйпер и Гамильтон» /Law Firm Of Pepper Hamilton LLP /Attorneys at Law// (основана в США в 1890 году) по проекту: «Реформа экологического законодательства».
С июля 1996 года по ноябрь 1997 года А. К. Голиченков являлся руководителем Российской группы экспертов «Проекта по управлению окружающей средой. Обучающие курсы по экологической политике, экологической законодательству и эпидемиологии» компании COWI (Дания) Consultancy within Engineering, Environmental science and Economics (Denmark).
В 2000—2001 годах — руководитель группы разработчиков базового проекта Земельного кодекса Российской Федерации.
В 2006—2007 годах — руководитель группы соразработчиков базового проекта Общей части Экологического кодекса Российской Федерации.
В 2007—2008 годах — руководитель группы разработчиков базового проекта Особенной части Экологического кодекса Российской Федерации.

## Награды
Лауреат конкурса молодых ученых МГУ (1985), лауреат почетного звания «Зеленый человек года 2001». Награждён медалью «В память 850-летия Москвы» (1997 г.); медалью ордена «За заслуги перед отечеством» II степени; Почетной грамотой Государственной Думы Федерального Собрания Российской Федерации (2005 г.), Памятными медалями Союзного государства «За сотрудничество» и «За безупречную службу» (2010 г.); Нагрудным знаком «250 лет МГУ» (2005 г.); Нагрудным знаком «Антитеррористический центр СНГ» (2005 г.); орденом Русской Православной Церкви «Святого благоверного князя Даниила Московского» III степени (2005 г.); Почетной грамотой Московской городской думы (2008 г.); Знаком отличия Гильдии российских адвокатов «За вклад в развитие адвокатуры» (2009 г.).
Орден Почёта (2024).
Указом Президента РФ от 09 января 2012 г. № 31 «О награждении государственными наградами Российской Федерации» декану Юридического факультета МГУ имени М. В. Ломоносова, доктору юридических наук, профессору А. К. Голиченкову за выдающиеся заслуги в научной деятельности присвоено звание «Заслуженный деятель науки Российской Федерации».

## Научные труды и публикации
Автор более 200 опубликованных научных работ, в том числе двух монографий, шести комментариев к законодательным актам, одного комментария к Указам Президента Российской Федерации, более 30 учебников и учебных пособий (в соавторстве), среди них:
- Организационно-правовые формы санитарно-экологического контроля. М.: Издательство Московского университета, 1984—102 с.;
- Природноресурсовое, сельскохозяйственное право и правовая охрана окружающей среды: Учебное пособие. М., 1984—176 с. (в соавт. с Р. Д. Боголеповым, Г. В. Мироновым, В. В. Петровым);
- Правовая охрана окружающей среды в странах Восточной Европы: Учебное пособие. М.: Издательство Высшая школа, 1990—268 с. (в соавт.);
- Постатейный комментарий к Закону Российской Федерации «Об охране окружающей природной среды» / Отв. ред. В. В. Петров (в соавт.) // Законодательство и экономика. 1992. № 16-17;
- Экологический контроль: теория и практика правового регулирования. М.: Издательство Московского университета, 1993—162 с.;
- Комментарий указов Президента Российской Федерации, гарантирующих конституционные права граждан и юридических лиц на землю за период 1991—1996 годов // Законодательство. 1996. № 2. С.8-25 (в соавт. с Г. А. Волковым);
- Экологическое право России. Сборник нормативных правовых актов и документов. Сост.: Г. А. Волков, А. К. Голиченков / Под ред. А. К. Голиченкова. М.: Издательство БЕК, 1997—816 с.;
- Комментарий к Федеральному закону «Об экологической экспертизе» / Отв. ред. М. М. Бринчук. М.: БЕК, 1999. С. 126—139;
- Раздел 11. Окружающая природная среда и природные ресурсы Предметного классификатора правовых актов Российской Федерации// Концепция системы классификации правовых актов Российской Федерации. М.: АО «Консультант Плюс», 1999. С. 57-65;
- Экологическое право России. Памяти профессора В. В. Петрова. Сост.: А. К. Голиченков, Т. В. Петрова / Под ред. А. К. Голиченкова. М.: Зерцало, 2000. — 432 с.;
- Экологический кодекс России: концепция проекта XXI века (основные подходы и положения) // Государство и право на рубеже веков (материалы Всероссийской конференции). М.: Институт государства и права РАН, 2001. С. 13-22;
- Земельный кодекс Российской Федерации. Постатейный научно-практический комментарий. М.: Агентство «Библиотечка „Российской газеты“». 2002—352 с. (в соавт. с Г. А. Волковым, О. М. Козырь);
- Комментарий к Земельному кодексу Российской Федерации. Приложение к ежемесячному журналу для деловых людей «Хозяйство и право». 2002. Приложения № 1 и 2. — 172 с. (в соавт. с Г. А. Волковым, О. М. Козырь);
- Комментарий к Земельному кодексу Российской Федерации / Под ред. А. К. Голиченкова. М.: Издательство БЕК, 2002—448 с. (в соавт. с Г. А. Волковым, О. М. Козырь);
- Комментарий к Федеральному закону «О промышленной безопасности опасных производственных объектов». М.: ГУП «Научно-технический центр по безопасности в промышленности Госгортехнадзора России», 2002. С. 29-37 (в соавт.);
- Комментарий к Федеральному закону «О животном мире» в вопросах и ответах / Под ред. А. И. Саурина. М.: Статут, 2003—112 с. (в соавторстве с Г. А. Волковым, Н. А. Гагариным, А. Н. Крохиным, А. И. Сауриным);
- Обществознание. Пособие для поступающих в вузы Российской Федерации / Под ред. М. Н. Марченко. М.: ИКД «Зерцало-М», 2003—576 с. Голиченков А. К. Раздел II. Глава 3. Общество, природа, право. С. 95-123;
- Новый Земельный кодекс Российской Федерации: история, отличительные черты, значение // Экологическое право. 2003. № 1. С.25-32;
- Экологическое право: преподавание и научные исследования (в порядке постановки проблем)// Экологическое право России. Сборник материалов научно-практических конференций. Вып.4. Составители: А. К. Голиченков, И. А. Игнатьева, А. О. Миняев / Под ред. А. К. Голиченкова. М.: Юридический институт МИИТа, 2003. С.26-36;
- В поисках методологии экологического права// Экологическое право России. Сборник материалов научно-практических конференций. Юбилейный выпуск. 1995—2004 г. / Под ред. А. К. Голиченкова — М.: Тиссо, 2004. В 3 т. Т.3;
- Экологический кодекс Российской Федерации: основные элементы концепции проекта // Экологическое право России: Сб. материалов научно-практических конференций. Юбилейный выпуск. 1995—2004 гг. В 3-х т./ Под ред. А. К. Голиченкова. М.: ТИССО, 2004. Т.1. С. 628—636;
- Программа курса «Экологическое право России» // Экологическое право и земельное право России. Методические материалы: Учебное пособие / под ред. А. К. Голиченкова. Составители: А. К. Голиченков, Н. Г. Нарышева. М.: Издательский дом «Городец», 2006. С.1-62;
- Программа курса «Земельное право России» // Экологическое право и земельное право России. Методические материалы: Учебное пособие / под ред. А. К. Голиченкова. Составители: А. К. Голиченков, Н. Г. Нарышева. М.: Издательский дом «Городец», 2006. С.63-130;
- Экологическое право России: Библиография (1958—2004 гг.): Учебное пособие для вузов / Под ред. проф. А. К. Голиченкова. — М.: Издательский Дом «Городец», 2007. — 432 с. (в соавт. с Е. И. Ефимовой).
- Экологическое право России. Сборник нормативных правовых актов и документов. Сост.: А. К. Голиченков, А. О. Миняев, М. А. Миндзаев / Под ред. А. К. Голиченкова. М.: Издательский дом «Городец». 2008. — 816 с.

## Работы по экологическому праву
Большинство работ А. К. Голиченкова посвящено фундаментальным теоретическим вопросам в области экологического права в широком смысле слова (особо: эколого-правовая терминология, методология экологического права), проблемам применения экологического права в широком смысле слова, проблемам формирования нового экологического, законодательства в широком смысле слова, теории и юридической технике правотворческой деятельности, методологическим проблемам экологического права, проблемам преподавания экологического права и организации эколого-правовых исследований в широком смысле слова, проблемам развития юридического образования в России, проблемам соотношения права и медиации. Из работ последних лет следует отметить особо:
- Экологическое право России: словарь юридических терминов: Учебное пособие для вузов. — М.: Издательский дом «Городец», 2012. — 512 с. (словарь включает 959 термина);
- Экологическое право России. Сборник материалов научно-практических конференций. Выпуск пятый. 2005—2007 гг. / Под ред. А. К. Голиченкова. Составители: А. К. Голиченков, Е. И. Ефимова. М.: Форгрейфер, 2009. — 672 с.;
- Экологическое право России. Сборник материалов научно-практических конференций. Выпуск шестой. 2008—2009 гг.: Учебное пособие для вузов / Под ред. А. К. Голиченкова. Составители: А. К. Голиченков, Е. И. Ефимова, Е. В. Матвеева. — М.: Форгрейфер, 2009. — 524 с.;
- Экологическое и земельное право: Учебные программы общих и специальных курсов. М.: Статут, 2009—240 с. (в соавт. с Т. В. Петровой);
- Современное земельное законодательство в вопросах и ответах профессоров кафедры экологического и земельного права Юридического факультета МГУ // Экологическое право России. Сборник материалов научно-практической конференции. Выпуск пятый. (2005—2007 гг.): Учебное пособие для ВУЗов / Под ред. А. К. Голиченкова. М.: Форгрейфер. С.332-334 (в соавт. с Волковым Г. А., Васильевой М. И., Крассовым О. И., Петровой Т. В.);
- Экологическое право России: словарь юридических терминов: Учебное пособие для вузов. — М.: Издательский дом «Городец», 2008. — 448 с. (словарь включает 1489 термина).

## Ученики
А. К. Голиченков подготовил 16 кандидатов юридических наук (О. Н. Куприева (О. Н. Сапранова), И. А. Игнатьева, Г. А. Ларионов, С. Н. Русин, Б. С. Федоров, А. А. Воронцова (А. А. Третьякова), Е. И. Ефимова, А. Л. Бажайкин, А. О. Миняев, В. Н. Сидоренко, Д. В. Хаустов, Н. В. Карлова, И. И. Павлов, Н. М. Заславская, Е. В. Матвеева, Л. Е. Бандорин), шесть из которых — Л. Е. Бандорин, А. А. Воронцова, Е. И. Ефимова, Н. М. Заславская, И. А. Игнатьева, Д. В. Хаустов работают на Кафедре под его началом.
А. К. Голиченков подготовил двух докторов юридических наук (в том числе одного из подготовленных им ранее кандидатов наук) — Г. А. Волкова и И. А. Игнатьеву.